# Reederei Ed Line
Die Reederei Ed Line GmbH ist ein Schifffahrtsunternehmen mit Sitz in Berlin-Köpenick.

## Geschichte
Das Unternehmen wurde im August 1997 von der Diplom-Kauffrau Martina Klink und dem Schiffer Carsten Klink gegründet. Als erste Einheiten wurden zwei Schubboote der Finow-Klasse gekauft und als Mister Ed und Miss Ed in Dienst gestellt. Die Flotte wurde danach kontinuierlich ausgebaut und die Schiffe erhielten Namen, die mit den Anfangsbuchstaben Ed beginnen.
Auf dem Gelände der Yachtbau Berlin GmbH wurde 1999 die Ed Line Service Center GmbH gegründet, die sämtliche Reparaturarbeiten an den Ed-Line-Schiffen ausführt und einen europaweiten Reparaturservice anbietet. Ein Jahr später wurde der Firmensitz von der Gubener Straße in die Wendenschloßstraße verlegt.
Im Jahr 2005 wurde die Schubflotte von Johann Bunte übernommen und 2009 wurde der Schubverband Edlena mit fünf gedeckten Schubleichtern und einer Gesamtlänge von 185 Metern und 2.300 Tonnen Ladekapazität in Dienst gestellt.
Von 2010 bis 2013 wurden drei ehemalige Eisbrecher der Wasser- und Schifffahrtsverwaltung des Bundes angekauft, instand gesetzt und als Eis Ed (Bison-Klasse), Eis Ed 2 und Eis Ed 3 (beide Oder-Klasse) wieder in Fahrt gebracht.
Im März 2015 ist der Mitbegründer Carsten Klink aus dem Unternehmen ausgeschieden. Der Käufer seiner Firmenanteile hat Martin Bock zum zweiten Geschäftsführer bestellt. Im Juli 2020 hat dann die Mitbegründerin Martina Klink ihre Anteile an Herrn Ulf Golka verkauft. Seit 2021 führen die Herren Martin Bock, Ulf Golka und Ralf Maehmel das Unternehmen.

## Schiffsbilder

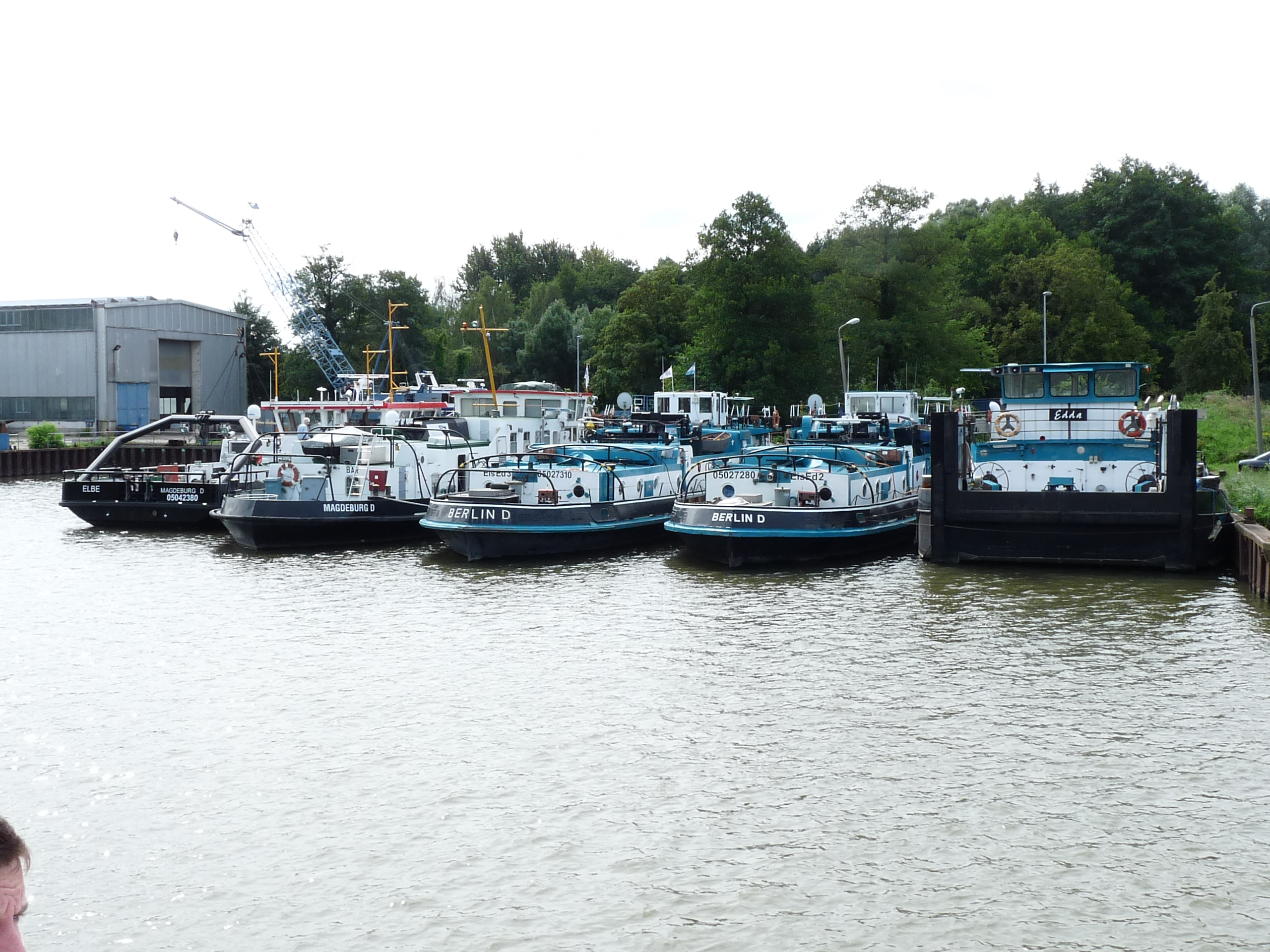
Liegeplatz an der Werft Genthin
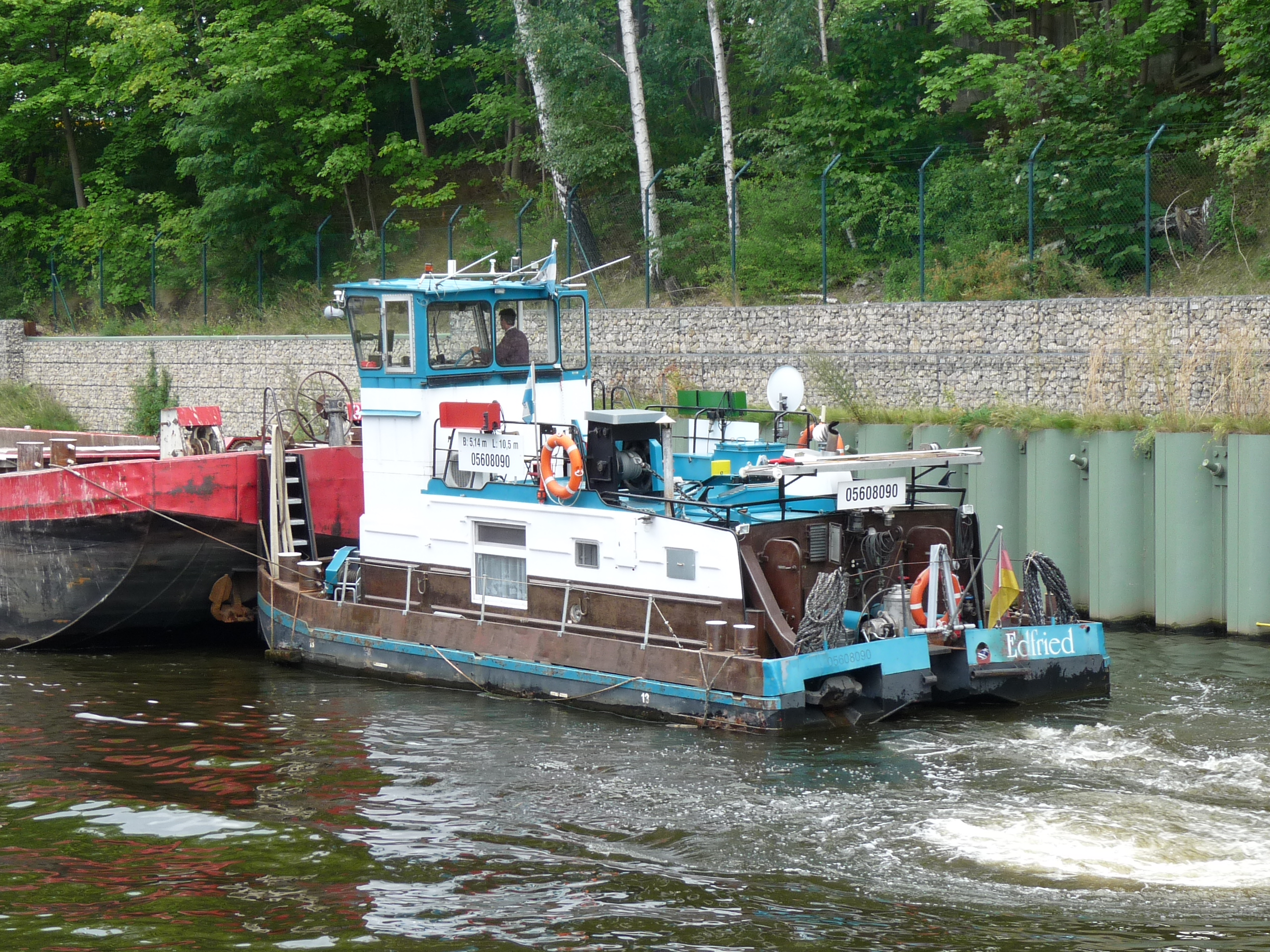
Schubboot Edfried der Finow-Klasse
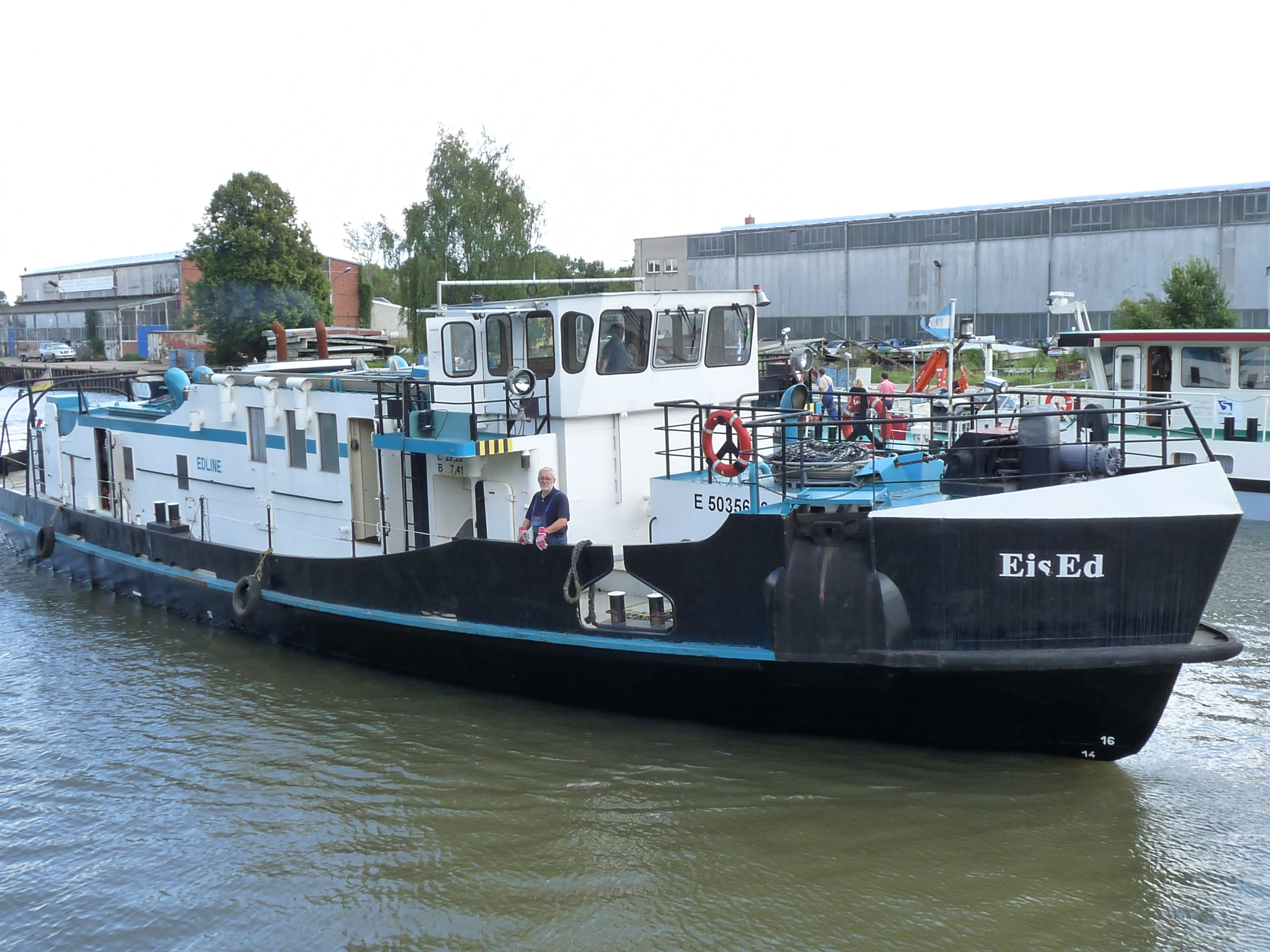
Eisbrecher EisEd der Bison-Klasse
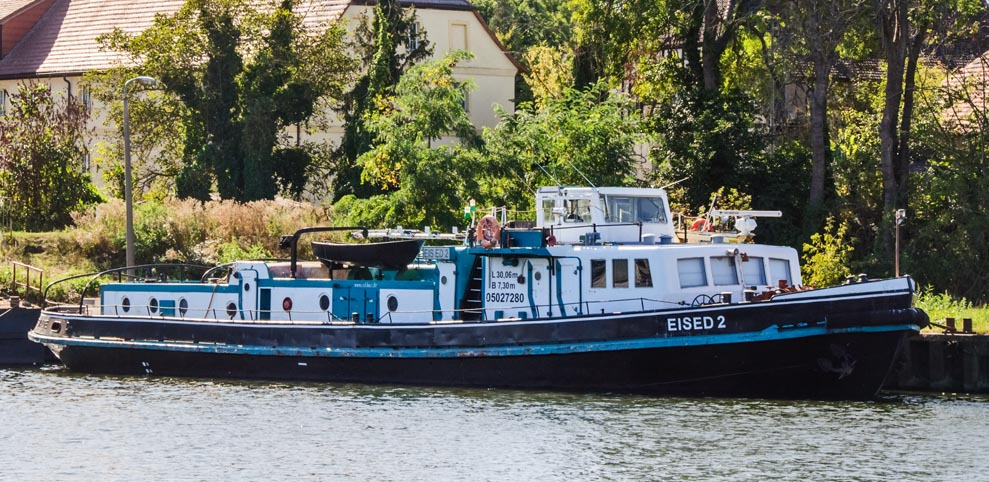
Eisbrecher EisEd 2 der Oder-Klasse
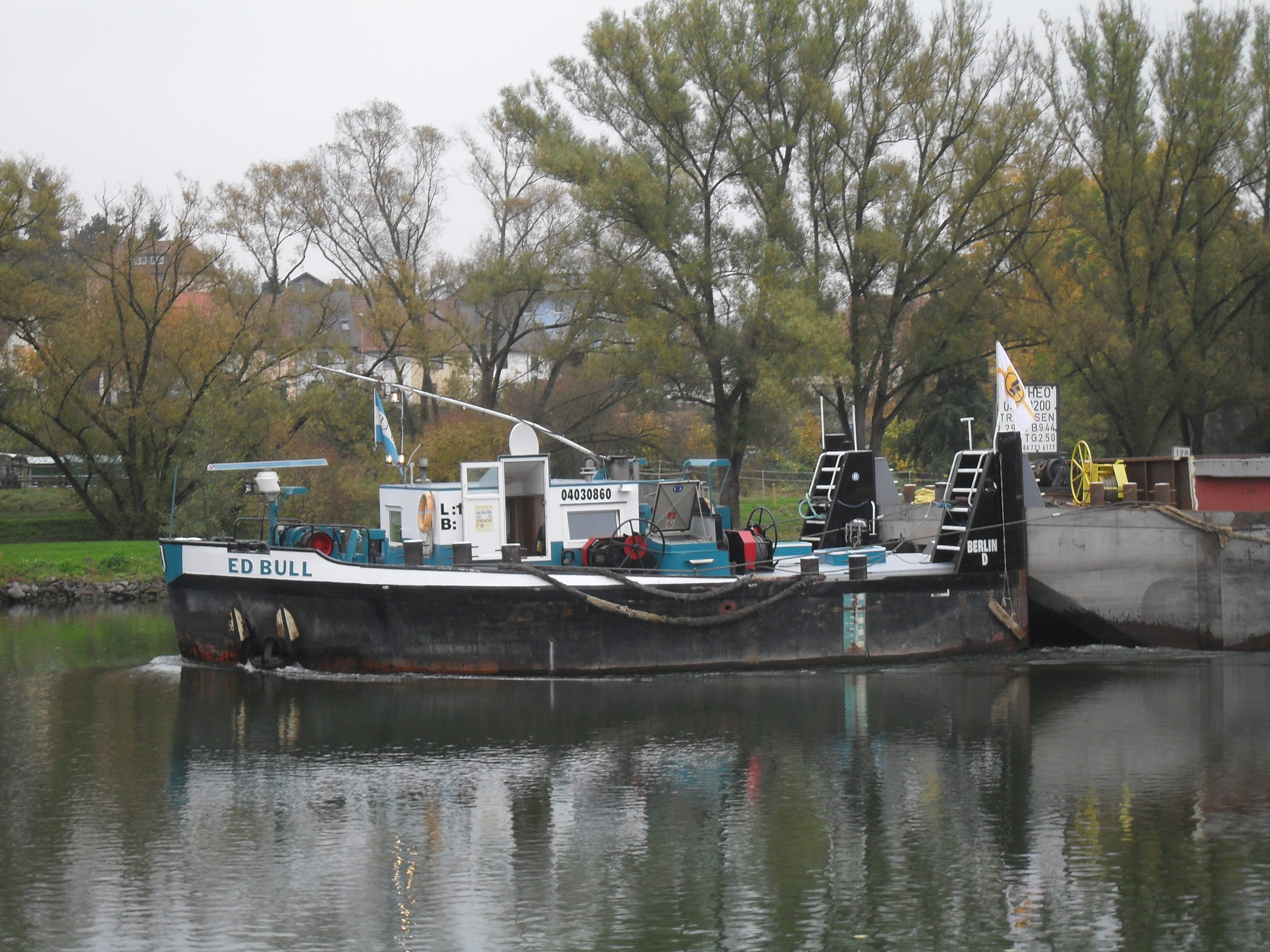
Kopfbarge Ed Bull